# Gottfried Hoch
Gottfried Hoch (* 2. Dezember 1947) ist ein Konteradmiral außer Dienst der Deutschen Marine. Seit der Pensionierung im Oktober 2008 engagiert er sich für das Deutsche Marinemuseum und den Nautischen Verein Wilhelmshaven-Jade.

## Militärische Laufbahn
Beförderungen
- 1969 Leutnant zur See
- 1972 Oberleutnant zur See
- 1975 Kapitänleutnant
- 1983 Korvettenkapitän
- 1987 Fregattenkapitän
- 1993 Kapitän zur See
- 1999 Flottillenadmiral
- 2003 Konteradmiral

Gottfried Hoch begann seine Offizierausbildung im Oktober 1966 mit der Crew X/66. Nach seinen Verwendungen als Wachoffizier auf einem Minensuchboot der Schütze–Klasse und als Artillerieoffizier auf Zerstörer 2 war er von 1973 bis 1976 Kommandant des Binnenminensuchbootes Loreley.
Nach der erweiterten Fachausbildung im Bereich Überwasserwaffensysteme wurde Gottfried Hoch Schiffswaffenoffizier auf Zerstörer 2. Anschließend absolvierte er den 22. Admiralstabslehrgang an der Führungsakademie der Bundeswehr. Es folgten Verwendungen beim Militärischen Abschirmdienst (MAD), als Erster Offizier auf der Fregatte Bremen und als Referent im Führungsstab der Marine. Von 1989 bis 1991 war Gottfried Hoch Kommandant der Fregatte Niedersachsen. In dieser Zeit nahm er am ersten Flottenbesuch der Bundesmarine in der Sowjetunion teil.  Nach seiner Kommandantenzeit wurde er Adjutant beim Generalinspekteur der Bundeswehr.
Als Kapitän zur See wurde Gottfried Hoch 1993 zunächst Kommandeur des 1. Zerstörergeschwaders und danach des 6. Fregattengeschwaders. Im Frühjahr 1994 führte er die Task Group 500.02 im Rahmen der Operation Southern Cross. Es folgten ein Einsatz als Verbindungsoffizier bei den Allied Forces Southern Europe und als Kommandeur der Standing Naval Force Atlantic.
Mit dem Wechsel zum Marineamt als Admiral Marineausbildung und Stellvertreter des Amtschefs wurde Gottfried Hoch 1999 zum Flottillenadmiral befördert. 2001 wurde er Kommandeur der Zerstörerflottille und zusätzlich Kommandeur des Marine-Einsatzverbands Enduring Freedom. Sein letzter militärischer Dienstposten war ab 2003 und als Konteradmiral der Stellvertreter Befehlshaber der Flotte und Chef des Stabes beim Flottenkommando. Ende September 2008 wurde Gottfried Hoch in den Ruhestand versetzt. Er lebt in Wilhelmshaven. 2024 wurde ihm das Verdienstkreuz am Bandes des Verdienstordens der Bundesrepublik Deutschland verliehen.

## Familie
Hoch ist verheiratet, evangelisch und hat zwei Söhne.

## Ehrenämter
- 1. Vorsitzender Nautischer Verein Wilhelmshaven-Jade (Februar 2010 bis Februar 2016)
- Vorsitzender des Vorstandes der Stiftung Deutsches Marinemuseum (seit Oktober 2010)